# Août 1949

## Évènements
- Échec de la commission de conciliation pour régler la question de Jérusalem.
- Ouverture de l'École nationale de l'aviation civile à Orly.

- 3 août (Indonésie) : après que le Conseil de sécurité des Nations unies a ordonné un nouveau cessez-le-feu, Yogyakarta est évacuée et les gouvernements indonésiens et hollandais donnent l’ordre de mettre fin aux hostilités.
- 5 août : un tremblement de terre de magnitude 6,8 fait 3 000 victimes à Ambato en Équateur.
- 6 août : premier vol du Brochet MB-40.
- 6 - 13 aout : le 34e congrès mondial d’espéranto a lieu à Bournemouth.
- 7 août : Kartosuwirjo proclame dans l'ouest de Java la création d'un Negara Islam Indonesia (« état islamique indonésien »). Le mouvement, appelé Darul Islam, va gagner le sud de Célèbes et Aceh.
- 8 août : indépendance du Bhoutan.
- 12 août : signature des conventions de Genève.
  - La première pour l'amélioration du sort des blessés et des malades dans les forces armées[1].
  - La seconde sur le sort des blessés, des malades et des naufragés  [2]
  - La troisième relative au traitement des prisonniers de guerre[3].
  - La quatrième relative à la protection des personnes civiles en temps de guerre[4].

- 14 août : 
  - En Syrie, Husni al-Zaim est renversé par un autre coup d’État et assassiné par un officier membre du PPS. Le nouveau chef de l’État, le colonel Hinawi, décide de gouverner avec des membres du parti du peuple. Michel Aflak, dirigeant du Ba'th est nommé ministre de l’Éducation et Hourani à l’Agriculture.
  - Élection du 1er Bundestag en Allemagne de l'Ouest. Victoire de la CDU (parti chrétien-démocrate) et du Parti allemand qui recueillent 34,6 % des voix et 139 sièges devant le SPD (parti social-démocrate) qui remporte 32,6 % des voix et 131 sièges.
- 17 août : discours de Winston Churchill à Strasbourg[5].
- 19 août : le « jour de la sorcière », un grand incendie des portes de Bordeaux aux abords de Mont-de-Marsan pendant dix jours qui fait 82 morts.
- 20 août : 
  - proclamation de la République populaire de Hongrie. L’Assemblée adopte la nouvelle constitution.
  - BRDC International Trophy.

## Naissances
- 1er août : 
  - Ketevan Losaberidze, archère et professeur de mathématiques soviétique, puis géorgienne († 23 janvier 2022).
  - José Luccioni, Acteur français († 2 juin 2022).
- 10 août : Ralph Simpson, basketteur américain.
- 12 août : 
  - Mark Knopfler, Chanteur, guitariste et fondateur du groupe Dire Straits.
  - Julien Lepers, présentateur de jeux télévisés français.
- 13 août : Bobby Clarke, joueur et dirigeant de hockey.
- 14 août : Rauhi Fattouh, homme politique palestinien.
- 15 août : Richard Deacon, sculpteur britannique.
- 17 août : Jean-Noël Augert, skieur français.
- 22 août : Christophe de Schleswig-Holstein-Sonderbourg-Glücksbourg, aristocrate allemand chef de la maison d'Oldenbourg († 27 septembre 2023).
- 24 août : Anna Fisher, astronaute américaine.
- 25 août : Salif Keïta, musicien et chanteur malien.
- 26 août : Boualem Sebaoune, footballeur algérien.
- 29 août : 
  - Igor Bogdanoff, animateur de télévision et essayiste français († 3 janvier 2022).
  - Grichka Bogdanoff, animateur de télévision et essayiste français († 28 décembre 2021).
- 30 août : 
  - Don Boudria, homme politique.
  - Dominique Lauvard, gymnaste française.
- 31 août : Richard Gere, acteur américain.

## Décès
- 5 août : Ernest Fourneau, fondateur de la chimie thérapeutique française (° 4 octobre 1872).
- 11 août : Margaret Mitchell (48 ans), romancière américaine, auteur de Autant en emporte le vent (renversée par un taxi).
- 23 août : Herbert Greenfield, premier ministre de l'Alberta.